# Neocrepidodera transsilvanica
Neocrepidodera transsilvanica is een keversoort uit de familie bladkevers (Chrysomelidae). De wetenschappelijke naam van de soort werd in 1864 gepubliceerd door Fuss.